# Таймир (остров)
Остров Таймир (на руски: Таймыр остров) е остров в източната част на Карско море, разположен край северния бряг на полуостров Таймир, от който го отделя Таймирския проток. Административно влиза в състава на Красноярски край на Русия. Дължина от запад на изток около 36 km, ширина до 22 km, площ 350 km. Има силно разчленена брегова линия. На запад се простира полуостров Торос, а на изток – дългия и тесен полуостров Труд от останалата му част. По северното му крайбрежие, дълбоко навътре се вдават заливите Безименен, Лакоба и Заостровен, а на изток са заливите Хидрографски и Стахановци, отделящи полуостров Труд. Максимална височина връх Негри 232 m, разположен в централната му част. Изграден е основно от пясъчници и шисти, препокрити с кватернерни наслаги. Покрит е с тундрова растителност. Островът е открит през 1878 г. от шведския полярен изследовател Нилс Адолф Ерик Норденшелд по време на плаването му по Северния морски път на кораба „Вега“.

## Топографска карта
- Лист от карта T-46-XXXIV,XXXV,XXXVI о. Нансена. Мащаб: 1 : 200 000. Състояние на местността към 1960-1973 год. Издание 1987 г.
- Лист от карта T-47-XXXI,XXXII,XXXIII пролив Торос. Мащаб: 1 : 200 000. Състояние на местността към 1970-1975 год. Издание 1986 г.